# 파우사니아스 (스파르타)
파우사니아스(고대 그리스어: Παυσάνιας, 라틴어: Pausanias, 재위 : 기원전 445년 – 기원전 428년, 기원전 409년 – 기원전 394년)는 스파르타 아기아다이 왕조의 왕이다.

## 생애
파우사니아스는 선왕 플레이스토아낙스의 아들이자, 후대의 왕 아게시폴리스 1세의 아버지이다. 전쟁 때의 실수로 재판을 받고 플레이스토아낙스가 추방되자 파우사니아스는 삼촌 클레오메네스의 후견 하에 명목적이기는 하지만 왕위에 올랐다. 기원전 428년에 스파르타로 귀환한 플레이스토아낙스가 다시 왕위에 올랐으며, 기원전 409년의 플레이스토아낙스의 사후 파우사니아스는 다시 왕위에 올랐다.
파우사니아스는 펠로폰네소스 전쟁의 마지막을 이끌었다. 그는 기원전 405년에 공동통치자인 아기스 2세와 함께 아테네 봉쇄를 지휘했고 아테네로부터 항복을 받았다. 펠로폰네소스 전쟁 후 아테네에 친 스파르타 과두정부인 30인 정권이 세워졌지만, 트라쉬불로스 장군 등 민주파가 반기를 들었다. 기원전 403년에 파우사니아스는 민주파를 분쇄하기 위해 군과 함께 아티카에 보내졌다. 그는 아테네의 민주파와 싸우기는 했지만, 30인 정권으로부터 손을 떼고 아테네 당파 항쟁을 중재했다. 크세노폰은 이전부터 대립하고 있던 리산드로스 장군에 대한 질투 때문이었다고 밝혔고, 파우사니아스는 아테네의 처지를 불쌍히 여기고 빈손으로 돌아왔다고 했다. 이에 따라 살아남게 된 아테네 민주파에 의해 아테네에서 민주정이 부활했다. 이 사건으로 파우사니아스는 스파르타로부터 고소당했으나 무죄를 선고받았다.
기원전 394년 코린토스 전쟁 때에 파우사니아스와 리산드로스가 각각 군을 이끌고 보이오티아를 침공했다. 그러나 파우사니아스 부대가 늦었기 때문에, 리산드로스 부대는 할리아르토스 전투에서 패해 리산드로스는 전사하고 말았다. 전투 후 도착한 파우사니아스는 일단 보이오티아 군과 싸우려고 했지만, 트라쉬불로스가 이끄는 아테네 군의 접근을 알고 협공이 두려워 테바이와 휴전 조약을 맺고 전사자의 시신을 회수해 돌아갔다. 파우사니아스는 여러 가지 이유로 사형을 선고 받았다. 지원군이 늦어서 리산드로스를 죽게 하였고, 전투도 하지도 않고 철수한 것, 그리고 아테네 민주파에 협력적인 태도를 취했다는 것 등의 이유이다. 그러나 그는 형 집행 전에 테게아로 망명했다.

## 같이 보기
- 스파르타의 왕

## 참고자료
- 플루타르코스, 대비 열전. 리산드로스의 생애. (매사추세츠 대학교 보관됨 2005-02-04 - 웨이백 머신/Wikisource)
- 크세노폰, 헬레니카
- 파우사니아스. Description of Greece. Translated by Jones, W. H. S. and Omerod, H. A. Loeb Classical Library Volumes. Cambridge, MA, Harvard University Press; London, William Heinemann Ltd. 1918.